# قطار زرهی

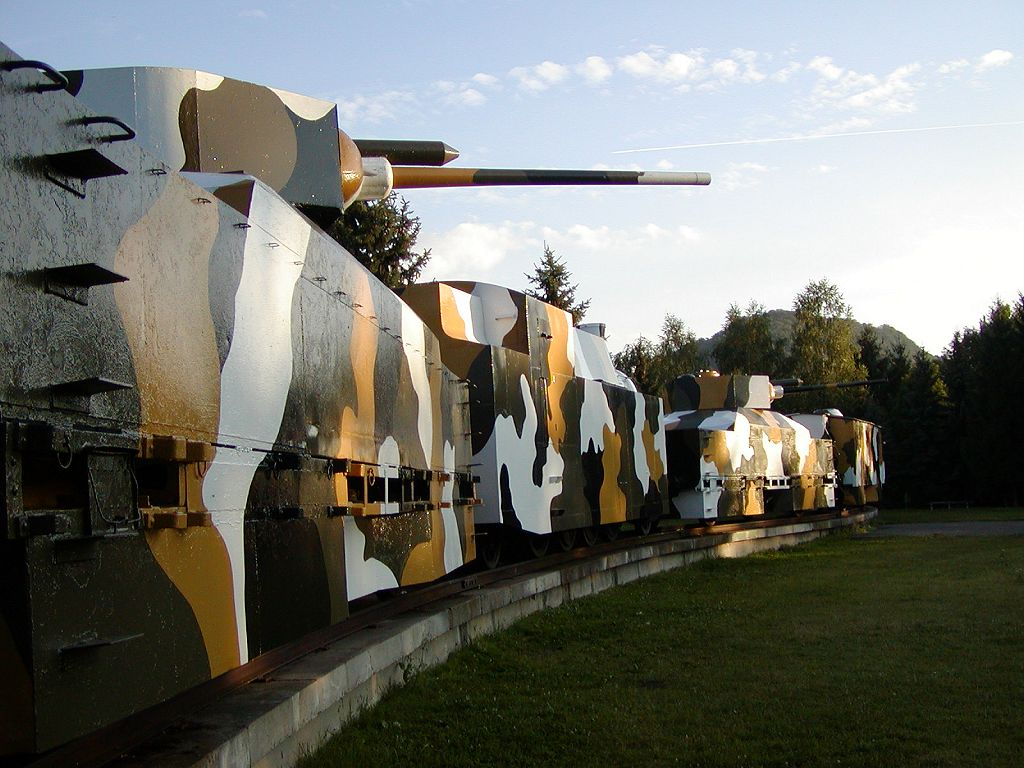
قطار زرهی هوربان واقع در زولن، اسلواکی. این قطار، گونه‌ای ماکت است، که در یک فیلم استفاده شده است. تنها دو واگن اصلی حفظ شده از قطار دیگر وجود دارد، که در موزه قیام ملی اسلواکی در بانسکا بیستریتسا به نمایش گذاشته شده‌اند.

قطار زرهی (انگلیسی: Armoured train) قطاری است که با روکش فلزی سنگین محافظت می‌شود و اغلب شامل واگن‌های راه‌آهن مسلح به توپخانه، مسلسل و توپ‌های خودکار است. برخی از آنها همچنین دارای دریچه‌هایی برای شلیک سلاح‌های کوچک از داخل قطار بوده‌اند، به خصوص در قطارهای زرهی اولیه. در بیشتر موارد، آنها در اواخر قرن نوزدهم و اوایل قرن بیستم مورد استفاده قرار می‌گرفتند، زمانی که راهی نوآورانه برای انتقال سریع مقادیر زیادی از قدرت آتش به مکانی جدید ارائه می‌دادند.
بیشتر کشورها از زمانی که وسایل نقلیه جاده‌ای بسیار قدرتمندتر شدند و انعطاف‌پذیری بیشتری ارائه دادند، استفاده از آنها را متوقف کرده‌اند، خطوط راه‌آهن در برابر خرابکاری و حملات هوایی بسیار آسیب‌پذیر بودند و حمل و نقل هوایی راهی حتی انعطاف‌پذیرتر برای انتقال قدرت آتش به مکانی جدید بود. با این حال، در اواخر قرن بیستم و اوایل قرن بیست و یکم نیز گاهی اوقات از آنها استفاده شده است. روسیه در طول جنگ دوم چچن (۱۹۹۹–۲۰۰۹) و در حمله روسیه به اوکراین (۲۰۲۲ تاکنون) از قطارهای زرهی بداهه استفاده کرده است.
قطارهای زرهی از نظر تاریخی سیستم‌های جنگی بودند که به سلاح‌های سنگین مانند توپخانه مجهز بودند. یک استثنا «قطار سفید» ایالات متحده، قطار حمل سلاح‌های هسته‌ای وزارت انرژی که قطار زرهی بود و توسط پرسنل مسلح به سلاح‌های شخصی اسکورت می‌شد.